# آرتوریا
آرتوریا (انگلیسی: Arturia) شرکت نرم‌افزار فرانسوی است، که در سال ۱۹۹۹ تأسیس شد.